# Saison 2014-2015 du Tours Football Club
Maillots
Chronologie
Saison précédente Saison suivante
La saison 2014-2015 du Tours FC voit le club disputer la soixante-seizième édition du Championnat de France de football de Ligue 2, championnat auquel le club participe pour la vingt-deux fois de son histoire et la cinquième consécutive.
L'équipe est dirigée pour la seconde saison par Olivier Pantaloni qui occupe le poste d'entraîneur depuis juillet 2013, tandis que le club est présidé par Jean-Marc Ettori également présent depuis 2013. Le 21 octobre Alexandre Dujeux remplace Pantaloni au poste d'entraîneur, un mois plus tard pour des raisons administratives Gilbert Zoonekynd rejoint Dujeux sur le banc du Tours FC. L'objectif déclaré en début de saison est de lutter pour les cinq premières places.

## Avant-saison
Comme la saison précédente, le début de saison du Tours FC se déroule dans les bureaux de la DNCG. Le 20 juin 2014, la masse salarial du club est encadrée par la DNCG. Le Tours FC est en attente du transfert d'Andy Delort qui réglera les problèmes financiers du club. Le club fait appel, la décision du mois de juin de la DNCG est confirmée avec en plus une interdiction de recrutement pour le futur exercice.

### Objectif du club
L'objectif déclaré en début de saison est de lutter pour les cinq premières places.

### Transferts
| Nom                  | Nationalité | Transfert          | Provenance/Destination   | Division       |
| -------------------- | ----------- | ------------------ | ------------------------ | -------------- |
| Arrivées             |             |                    |                          |                |
| Rémi Biancardini     | France      | Retour prêt        | USJA Carquefou           | National       |
| Clément Fabre        | France      | Retour prêt        | CA Bastia                | Ligue 2        |
| Haris Belkebla       | Algérie     | Libre              | Valenciennes FC B        | CFA 2 Groupe B |
| Ibrahima Tandia      | France      | Libre              | Deportivo Alavés B       | Division 4     |
| Départs              |             |                    |                          |                |
| Jérôme Guihoata      | Cameroun    | Fin de contrat     | Valenciennes FC          | Ligue 2        |
| Mohamed Ali Ghariani | Tunisie     | Fin de contrat     | AS Gabès                 | Ligue 1        |
| Nicolas Seguin       | France      | Fin de contrat     | ?                        | ?              |
| Julien Cétout        | France      | Fin de contrat     | AS Nancy-Lorraine        | Ligue 2        |
| Rémi Biancardini     | France      | Fin de contrat     | FC Echirolles            | CFA 2 Groupe G |
| Brice Maubleu        | France      | Fin de contrat     | Grenoble Foot 38         | CFA Groupe C   |
| Benjamin Leroy       | France      | Transfert (250 k€) | Évian Thonon Gaillard FC | Ligue 1        |
| Clément Fabre        | France      | Fin de contrat     | CA Bastia                | National       |
| Andy Delort          | France      | Transfert (3,8 M€) | Wigan AFC                | Championship   |
| Thomas Fontaine      | France      | Transfert          | AJ Auxerre               | Ligue 2        |
| Youcef Touati        | France      | Prêt               | SAS Epinal               | National       |

| Nom                 | Nationalité   | Transfert          | Provenance/Destination | Division        |
| ------------------- | ------------- | ------------------ | ---------------------- | --------------- |
| Arrivées            |               |                    |                        |                 |
| Alassane Touré      | France        | Libre              | AFC Astra Giurgiu      | Liga I          |
| Joël Damahou        | Côte d'Ivoire | Libre              | Debrecen VSC           | OTP Bank Liga   |
| Bogdan Milosevic    | Serbie        | Libre              | FK Napredak Kruševac   | Jelen SuperLiga |
| Jonathan Nanizayamo | France        | Libre              | FC Vereya              | B Group         |
| Andy Delort         | France        | Prêt               | Wigan AFC              | Championship    |
| Départs             |               |                    |                        |                 |
| Youssef Adnane      | France        | Transfert (300 k€) | Stade brestois 29      | Ligue 2         |

### Préparation d'avant-saison
Le Tours FC programme 4 matchs amicaux de pré-saison.

## Compétitions

### Championnat
La saison 2014-2015 de Ligue 2 est la soixante-seizième édition du championnat de France de football de seconde division et la treizième sous l'appellation « Ligue 2 ». La division oppose vingt clubs en une série de 38 rencontres. Les trois meilleurs de ce championnat sont promus en Ligue 1 et les trois derniers sont relégués en National.
| Rang | Équipe                   | Pts | J  | G  | N  | P  | Bp | Bc | Diff |
| --- | ------------------------ | --- | -- | -- | -- | -- | -- | -- | ---- |
| 1 | ES Troyes AC             | 78  | 38 | 24 | 6  | 8  | 61 | 24 | +37  |
| 2 | GFC Ajaccio P            | 65  | 38 | 18 | 11 | 9  | 49 | 37 | +12  |
| 3 | Angers SCO               | 64  | 38 | 18 | 10 | 10 | 47 | 30 | +17  |
| 4 | Dijon FCO                | 61  | 38 | 17 | 10 | 11 | 44 | 34 | +10  |
| 5 | AS Nancy-Lorraine        | 58  | 38 | 15 | 13 | 10 | 53 | 39 | +14  |
| 6 | Stade brestois           | 57  | 38 | 14 | 15 | 9  | 41 | 27 | +14  |
| 7 | Le Havre AC              | 55  | 38 | 14 | 13 | 11 | 47 | 37 | +10  |
| 8 | Stade lavallois MFC      | 54  | 38 | 11 | 21 | 6  | 41 | 34 | +7   |
| 9 | AJ Auxerre               | 52  | 38 | 12 | 16 | 10 | 48 | 42 | +6   |
| 10 | FC Sochaux-Montbéliard R | 52  | 38 | 13 | 13 | 12 | 39 | 37 | +2   |
| 11 | Chamois Niortais FC      | 50  | 38 | 11 | 17 | 10 | 41 | 42 | -1   |
| 12 | Clermont FA              | 49  | 38 | 12 | 13 | 13 | 43 | 47 | -4   |
| 13 | Nîmes Olympique          | 46  | 38 | 12 | 10 | 16 | 44 | 57 | -13  |
| 14 | US Créteil-Lusitanos     | 45  | 38 | 10 | 15 | 13 | 44 | 52 | -8   |
| 15 | Tours FC                 | 44  | 38 | 12 | 8  | 18 | 49 | 54 | -5   |
| 16 | Valenciennes FC R        | 42  | 38 | 10 | 12 | 16 | 34 | 51 | -17  |
| 17 | AC Ajaccio R             | 41  | 38 | 9  | 14 | 15 | 32 | 42 | -10  |
| 18 | US Orléans LF P          | 40  | 38 | 9  | 13 | 16 | 36 | 47 | -11  |
| 19 | LB Châteauroux           | 32  | 38 | 7  | 11 | 20 | 31 | 63 | -32  |
| 20 | AC Arles-Avignon         | 30  | 38 | 7  | 9  | 22 | 31 | 59 | -28  |
| - Promotion en Ligue 1 2015-2016 - Rétrogradation disciplinaire - Repêché à la suite de la rétrogradation disciplinaire du Nîmes Olympique - Relégation en National 2015-2016 |                          |     |    |    |    |    |    |    |      |

### Classement

#### Évolution du classement
| Journée   | 01  | 02  | 03 | 04 | 05  | 06  | 07  | 08  | 09  | 10  | 11  | 12  | 13  | 14  | 15  | 16  | 17  | 18  | 19  | 20  | 21  | 22  | 23  | 24  | 25  | 26  | 27  | 28  | 29  | 30  | 31  | 32  | 33  | 34  | 35  | 36  | 37  | 38  |
| --------- | --- | --- | -- | -- | --- | --- | --- | --- | --- | --- | --- | --- | --- | --- | --- | --- | --- | --- | --- | --- | --- | --- | --- | --- | --- | --- | --- | --- | --- | --- | --- | --- | --- | --- | --- | --- | --- | --- |
| Terrain   | D   | E   | D  | E  | D   | E   | D   | E   | D   | E   | D   | E   | E   | D   | E   | D   | E   | D   | E   | D   | E   | D   | E   | D   | E   | D   | E   | D   | E   | D   | D   | E   | D   | E   | D   | E   | D   | E   |
| Résultats | V   | D   | V  | D  | D   | D   | V   | D   | D   | D   | D   | D   | D   | D   | N   | V   | N   | V   | V   | D   | V   | D   | D   | N   | D   | N   | D   | N   | D   | V   | N   | V   | V   | N   | D   | V   | N   | V   |
| Points    | 3   | 0   | 3  | 0  | 0   | 0   | 3   | 0   | 0   | 0   | 0   | 0   | 0   | 0   | 1   | 3   | 1   | 3   | 3   | 0   | 3   | 0   | 0   | 1   | 0   | 1   | 0   | 1   | 0   | 3   | 1   | 3   | 3   | 1   | 0   | 3   | 1   | 3   |
| Place     | 1er | 10e | 2e | 7e | 11e | 14e | 10e | 15e | 17e | 18e | 19e | 19e | 20e | 20e | 20e | 19e | 18e | 18e | 18e | 18e | 17e | 17e | 18e | 18e | 18e | 18e | 18e | 18e | 18e | 18e | 18e | 18e | 15e | 15e | 15e | 15e | 15e | 15e |

Source : Liste des rencontres

Terrain : D = Domicile ; E = Extérieur. Résultat: D = Défaite ; N = Nul ; V = Victoire.

#### Journées 6 à 10
| J.  | Rencontre         | Rencontre | Rencontre     | Pos. |
| --- | ----------------- | --------- | ------------- | ---- |
| 6e  | AC Arles-Avignon  | 1-0       | Tours FC      | 14e  |
| 7e  | Tours FC          | 4-3       | US Orléans LF | 10e  |
| 8e  | AS Nancy-Lorraine | 2-1       | Tours FC      | 15e  |
| 9e  | Tours FC          | 0-1       | FC Sochaux    | 17e  |
| 10e | Stade brestois 29 | 2-0       | Tours FC      | 18e  |

#### Journées 16 à 20
| J.  | Rencontre        | Rencontre | Rencontre   | Pos. |
| --- | ---------------- | --------- | ----------- | ---- |
| 16e | Tours FC         | 2-1       | GFC Ajaccio | 19e  |
| 17e | Clermont Foot 63 | 2-2       | Tours FC    | 18e  |
| 18e | Tours FC         | 3-2       | Le Havre AC | 18e  |
| 19e | Dijon CFO        | 0-3       | Tours FC    | 18e  |
| 20e | Tours FC         | 0-2       | ES Troyes   | 18e  |

#### Journées 26 à 30
| J.  | Rencontre       | Rencontre | Rencontre         | Pos. |
| --- | --------------- | --------- | ----------------- | ---- |
| 26e | Tours FC        | 1-1       | AS Nancy-Lorraine | 18e  |
| 27e | FC Sochaux      | 2-1       | Tours FC          | 18e  |
| 28e | Tours FC        | 1-1       | Stade brestois 29 | 18e  |
| 29e | Nîmes Olympique | 3-2       | Tours FC          | 18e  |
| 30e | Tours FC        | 1-0       | LB Châteauroux    | 18e  |

#### Journées 36 à 38
| J.  | Rencontre            | Rencontre | Rencontre | Pos. |
| --- | -------------------- | --------- | --------- | ---- |
| 36e | Le Havre AC          | 0-1       | Tours FC  | 15e  |
| 37e | Tours FC             | 0-0       | Dijon FCO | 15e  |
| 38e | US Créteil-Lusitanos | 1-4       | Tours FC  | 15e  |

### Coupe de France
| Tour          | Rencontre       | Rencontre     | Rencontre        | Div.             |
| ------------- | --------------- | ------------- | ---------------- | ---------------- |
| 7e tour       | Saran USM       | 0-2           | Tours FC         | Division Honneur |
| 6e tour       | Stade bordelais | 2-2 (4-5 tab) | Tours FC         | CFA              |
| 32e de finale | Le Mans FC      | 1-3           | Tours FC         | CFA 2            |
| 16e de finale | Tours FC        | 3-5           | AS Saint-Étienne | Ligue 1          |

### Statistiques individuelles
Mis à jour le après le match Créteil-Tours, le 22 mai 2015

### Équipementiers et sponsors
La marque française Duarig est l'équipementier du Tours FC depuis la saison 2002-2003. Mais fin de la saison 2013, elle dépose le bilan et c'est l'équipementier américain Nike qui reprend la tenue tourangelle.
Nouvelle saison, nouveau équipementier, nouveau maillot, le premier maillot proposé par le club pose problème et ne correspond pas aux couleurs traditionnelles du Tours FC. Une pétition est en ligne pour le retour du ciel et du noir sur le maillot du Tours FC. Le 18 mai, Jean-Luc Ettori dévoile rapidement un maillot de secours avec le bleu ciel, mais le noir disparaît au profit du blanc.
Sur le nouveau maillot, le sponsor principal est conservé Corsicatours, sur le dos le sponsor Système U est toujours présent sous le numéro du joueur. Un troisième sponsor apparaît sur le short pour cette nouvelle année il s'agit de la marque américaine McDonalds.
Le mardi 23 septembre contre Nancy, le Tours FC arbore un nouveau sponsor sur le maillot juste au-dessous Corsicatours, il s'agit d'un magasin de vêtement basé à Porto-Vecchio Chut c'est un secret.
Le vendredi 10 avril contre Laval, le Tours FC joue entièrement en noir et sans publicités, pour rendre hommage à l'ancien maire de la ville Jean Germain.

## Affluence
Affluence du Tours FC à domicile
Le 12 août, le club annonce le nombre de 2200 abonnés.

## Équipe réserve
L'équipe réserve évolue cette saison en CFA2 Groupe B. À noter que l'équipe réserve ne peut monter en CFA que si l'équipe première montre en Ligue 1 ou si le centre de formation passe en catégorie 2 A ce qui ne sera pas le cas à nouveau cette saison.

### Transferts
| Nom                   | Nationalité | Transfert | Provenance/Destination  | Division           |
| --------------------- | ----------- | --------- | ----------------------- | ------------------ |
| Arrivées              |             |           |                         |                    |
| Francescu Massoni     | France      | Libre     | AC Ajaccio B            | CFA 2 Groupe E     |
| Nagim Amini           | France      | Libre     | Lens U19                | -                  |
| Allan Ramos           | France      | Libre     | US Torcy U17            | -                  |
| Rayan Raveloson       | Madagascar  | Libre     | Eglantine Vierzon U17   | -                  |
| Jean-Joseph Miserazzi | France      | Libre     | Borgo FC                | DH Corse           |
| Ousmane Baldé         | Guinée      | Libre     | Fréjus Saint-Raphaël    | National           |
| Départs               |             |           |                         |                    |
| Jean-Baptiste Gérard  | France      | Libre     | AS Yzeure               | CFA Groupe B       |
| Benoît Rousseau       | France      | Libre     | Avoine OCC              | CFA 2 Groupe B     |
| Alexandre Castro      | France      | Libre     | US Lège-Cap-Ferret      | CFA 2 Groupe H     |
| Briac Ménoret         | France      | Libre     | AS Vitré                | CFA Groupe D       |
| Charly Dutournier     | France      | Libre     | Stade bordelais         | CFA Groupe D       |
| Xavier Tomas          | France      | Libre     | APO Levadiakos          | Superleague Greece |
| François Lemoine      | France      | Libre     | AC Boulogne-Billancourt | CFA 2 Groupe C     |
| Hugo Vargas-Rios      | France      | Libre     | FC Chartres             | CFA 2 Groupe C     |
| Laso Swaray           | France      | Libre     | US Concarneau           | CFA Groupe D       |

### Classement
| Rang | Équipe                       | Pts | J  | G  | N  | P  | Bp | Bc | Diff |
| ---- | ---------------------------- | --- | -- | -- | -- | -- | -- | -- | ---- |
| 1    | SO Choletais                 | 71  | 26 | 12 | 9  | 5  | 34 | 21 | +13  |
| 2    | Saint-Pryvé Saint-Hilaire FC | 67  | 26 | 12 | 5  | 9  | 40 | 25 | +15  |
| 3    | Le Mans FC P                 | 65  | 26 | 11 | 6  | 9  | 34 | 28 | +6   |
| 4    | La Roche VF                  | 65  | 26 | 12 | 3  | 11 | 38 | 31 | +7   |
| 5    | Angers SCO rés.              | 64  | 26 | 10 | 8  | 8  | 34 | 34 | 0    |
| 6    | FC Bressuire P               | 64  | 26 | 10 | 8  | 8  | 28 | 29 | -1   |
| 7    | Tours FC rés.                | 62  | 26 | 11 | 3  | 12 | 38 | 32 | +6   |
| 8    | Avoine OCC P                 | 62  | 26 | 9  | 9  | 8  | 26 | 31 | -5   |
| 9    | LB Châteauroux rés.          | 61  | 26 | 9  | 8  | 9  | 42 | 35 | +7   |
| 10   | Le Poiré-sur-Vie VF rés.     | 60  | 26 | 8  | 10 | 8  | 31 | 26 | +5   |
| 11   | USSA Vertou                  | 60  | 26 | 9  | 7  | 10 | 25 | 35 | -10  |
| 12   | SO Châtelleraudais           | 57  | 26 | 8  | 7  | 11 | 34 | 46 | -12  |
| 13   | FC Chauray                   | 56  | 26 | 8  | 6  | 12 | 30 | 44 | -14  |
| 14   | Thouars Foot                 | 49  | 26 | 6  | 5  | 15 | 27 | 44 | -17  |

|  | Promu en CFA. |
|  | En course pour une place de meilleur deuxième. |
|  | Relégué en Division d'Honneur. |
|  | R Relégué de CFA P Promu de Division d'Honneur. Pts points ; G victoires ; N match nuls ; P défaites Bp buts marqués ; Bc buts encaissés ; Diff différence de buts |

## Équipe U19
L'équipe des moins de 19 ans participe au championnat national (Groupe C) et remet son titre de champion de France en jeu. Cette équipe est dirigée par Gilbert Zoonekynd. Au mois de décembre, à la suite du changement de poste de Zoonekynd pour l'équipe première, le nouvel entraîneur des moins de 19 ans est Dominique Polo (ancien entraîneur de Saumur).

### Classement
| Rang | Équipe          | Pts | J  | G  | N | P  | Bp | Bc | Diff |
| ---- | --------------- | --- | -- | -- | - | -- | -- | -- | ---- |
| 1    | Nantes U19      | 73  | 25 | 14 | 6 | 5  | 48 | 23 | +25  |
| 2    | Brest U19       | 69  | 25 | 13 | 5 | 7  | 46 | 27 | +19  |
| 3    | Angers U19      | 68  | 25 | 12 | 7 | 6  | 44 | 31 | +13  |
| 4    | Tours U19       | 68  | 25 | 12 | 7 | 6  | 51 | 33 | +18  |
| 5    | Rennes U19      | 68  | 25 | 12 | 7 | 6  | 54 | 36 | +18  |
| 6    | Châteauroux U19 | 66  | 25 | 12 | 5 | 8  | 51 | 31 | +20  |
| 7    | Bordeaux U19    | 65  | 25 | 12 | 4 | 9  | 45 | 28 | +17  |
| 8    | Laval U19       | 64  | 25 | 11 | 6 | 8  | 38 | 37 | +1   |
| 9    | Lorient U19     | 62  | 25 | 11 | 4 | 10 | 46 | 38 | +8   |
| 10   | Guingamp U19    | 59  | 25 | 9  | 7 | 9  | 42 | 38 | +4   |
| 11   | Niort U19       | 53  | 25 | 8  | 4 | 13 | 27 | 44 | -17  |
| 12   | Changé U19      | 46  | 25 | 6  | 3 | 16 | 39 | 74 | -35  |
| 13   | Villenave U19   | 42  | 25 | 5  | 2 | 18 | 26 | 69 | -43  |
| 14   | Vannes U19      | 38  | 25 | 4  | 1 | 20 | 27 | 75 | -48  |

### Coupe Gambardella
L'équipe des moins de 19 ans participe également à la Coupe Gambardella 2014-2015.
| J./Tour | Date     | Domicile           | Rés. | Extérieur         | Buteur(s) pour le Tours FC U19 | Buteur(s) pour l'adversaire | Rapport |
| ------- | -------- | ------------------ | ---- | ----------------- | ------------------------------ | --------------------------- | ------- |
| 64e     | 18.01.15 | Tours FC U19       | 2-0  | Laval FC U19      | Bédia 60e 89e (pen.)           | -                           | Rapport |
| 32e     | 08.02.15 | Merignac Arlac U19 | 0-2  | Tours FC U19      | Alpou Boulaque 11e, Amini 53e  | -                           | Rapport |
| 16e     | 01.03.15 | Tours FC U19       | 0-1  | Stade rennais U19 |                                | Fleury 26e                  | Rapport |

## Équipe U17
L'équipe des moins de 17 ans participe au championnat national dans le groupe F. Cette équipe est entraîné par Nourredine El Ouardani.

### Classement
| Rang | Équipe           | Pts | J  | G  | N | P  | Bp | Bc  | Diff |
| ---- | ---------------- | --- | -- | -- | - | -- | -- | --- | ---- |
| 1    | Lorient U17      | 81  | 26 | 17 | 4 | 5  | 70 | 22  | +48  |
| 2    | Rennes U17       | 81  | 26 | 18 | 1 | 7  | 72 | 29  | +43  |
| 3    | Laval U17        | 80  | 26 | 17 | 3 | 6  | 66 | 38  | +28  |
| 4    | Angers U17       | 74  | 26 | 15 | 3 | 8  | 51 | 35  | +16  |
| 5    | Brest U17        | 72  | 26 | 15 | 1 | 10 | 55 | 33  | +22  |
| 6    | Tours U17        | 67  | 26 | 12 | 5 | 9  | 58 | 44  | +14  |
| 7    | Guingamp U17     | 66  | 26 | 12 | 4 | 10 | 52 | 37  | +15  |
| 8    | Racing U17       | 65  | 26 | 12 | 3 | 11 | 62 | 63  | -1   |
| 9    | Avranches U17    | 62  | 26 | 10 | 6 | 10 | 38 | 38  | 0    |
| 10   | Orléans U17      | 61  | 26 | 11 | 2 | 13 | 38 | 54  | -16  |
| 11   | Le Mans U17      | 59  | 26 | 9  | 6 | 11 | 38 | 45  | -7   |
| 12   | Saint-Brieuc U17 | 45  | 26 | 5  | 4 | 17 | 29 | 66  | -37  |
| 13   | Coulaines U17    | 39  | 26 | 3  | 4 | 19 | 27 | 85  | -58  |
| 14   | Tours Nord U17   | 34  | 26 | 2  | 2 | 22 | 38 | 105 | -67  |

## Joueurs appelés en sélection nationale
Seul un international A est sélectionné dans l'effectif professionnel, il s'agit de Fousseni Diawara.
| Nom                        | Équipe                                    | Qualification CAN | Qualification CAN | Qualification CAN | Qualification CAN | Qualification CAN | Match amical | Match amical | Match amical | Match amical | Match amical | Qualification Euro U17 | Qualification Euro U17 | Qualification Euro U17 | Qualification Euro U17 | Qualification Euro U17 | CAN U20 | CAN U20 | CAN U20     | CAN U20 | CAN U20      | Qualification Euro U19 | Qualification Euro U19 | Qualification Euro U19 | Qualification Euro U19 | Qualification Euro U19 | Tournoi de Toulon 2015 | Tournoi de Toulon 2015 | Tournoi de Toulon 2015 | Tournoi de Toulon 2015 | Tournoi de Toulon 2015 | Total | Total | Total       | Total  | Total        |
| Nom                        | Équipe                                    | MJ                | MinJ              | But inscrit       | Averti            | Carton rouge      | MJ           | MinJ         | But inscrit  | Averti       | Carton rouge | MJ                     | MinJ                   | But inscrit            | Averti                 | Carton rouge           | MJ      | MinJ    | But inscrit | Averti  | Carton rouge | MJ                     | MinJ                   | But inscrit            | Averti                 | Carton rouge           | MJ                     | MinJ                   | But inscrit            | Averti                 | Carton rouge           | MJ    | MinJ  | But inscrit | Averti | Carton rouge |
| -------------------------- | ----------------------------------------- | ----------------- | ----------------- | ----------------- | ----------------- | ----------------- | ------------ | ------------ | ------------ | ------------ | ------------ | ---------------------- | ---------------------- | ---------------------- | ---------------------- | ---------------------- | ------- | ------- | ----------- | ------- | ------------ | ---------------------- | ---------------------- | ---------------------- | ---------------------- | ---------------------- | ---------------------- | ---------------------- | ---------------------- | ---------------------- | ---------------------- | ----- | ----- | ----------- | ------ | ------------ |
| Fousseni Diawara           | Mali                                      | 6                 | 540               |                   |                   |                   |              |              |              |              |              |                        |                        |                        |                        |                        |         |         |             |         |              |                        |                        |                        |                        |                        |                        |                        |                        |                        |                        | 6     | 540   |             |        |              |
| Maxime Do Couto            | France U19                                |                   |                   |                   |                   |                   | 3            | 37           | 1            |              |              |                        |                        |                        |                        |                        |         |         |             |         |              |                        |                        |                        |                        |                        |                        |                        |                        |                        |                        | 3     | 37    | 1           |        |              |
| Jean-Thomas Alpou Boulaque | France U17                                |                   |                   |                   |                   |                   |              |              |              |              |              | 1                      | 12                     |                        |                        |                        |         |         |             |         |              |                        |                        |                        |                        |                        |                        |                        |                        |                        |                        | 1     | 12    |             |        |              |
| Hugo Mesbah                | France U17                                |                   |                   |                   |                   |                   | 3            | 171          |              |              |              |                        |                        |                        |                        |                        |         |         |             |         |              |                        |                        |                        |                        |                        |                        |                        |                        |                        |                        | 3     | 171   |             |        |              |
| Saîf-Eddine Khaoui         | Tunisie Espoirs                           |                   |                   |                   |                   |                   | 1            |              | 1            |              |              |                        |                        |                        |                        |                        |         |         |             |         |              |                        |                        |                        |                        |                        |                        |                        |                        |                        |                        | 1     |       | 1           |        |              |
| Chris Bédia                | Côte d'Ivoire U20 Côte d'Ivoire Olympique |                   |                   |                   |                   |                   |              |              |              |              |              |                        |                        |                        |                        |                        | 3       | 181     | 2           |         |              |                        |                        |                        |                        |                        | 3                      | 136                    | 2                      |                        |                        | 6     | 317   | 4           |        |              |
| Bingourou Kamara           | France U19                                |                   |                   |                   |                   |                   |              |              |              |              |              |                        |                        |                        |                        |                        |         |         |             |         |              | 1                      | 90                     |                        |                        |                        |                        |                        |                        |                        |                        | 1     | 90    |             |        |              |
| Baptiste Santamaria        | France U20                                |                   |                   |                   |                   |                   |              |              |              |              |              |                        |                        |                        |                        |                        |         |         |             |         |              |                        |                        |                        |                        |                        | 3                      | 141                    |                        |                        |                        | 3     | 141   |             |        |              |